# Милена Дравић
Милена Дравић (Београд, 5. октобар 1940 — Београд, 14. октобар 2018) била је српска и југословенска глумица. Често је називана највећом југословенском филмском дивом. Глумила је у преко 100 филмских остварења, заједно са највећим домаћим и холивудским глумцима, а упоредо је играла и у позоришту, где је остварила око 70 улога.
Најпознатије улоге одиграла је у филмовима Прекобројна, Битка на Неретви, Мистерије организма, Посебан третман, Бициклисти, Љубавни живот Будимира Трајковића, Рад на одређено време,  Није лако са мушкарцима, Бумеранг и Зона Замфирова. Позната је још и као учитељица из серије Приче из Непричаве, Вера из Полицајца са Петловог брда, Живка из Госпође министарке, затим као Душица из ТВ-серије за децу Метла без дршке, и као Вукосава Петровић и Споменка из ТВ–комедија Позориште у кући и Луд, збуњен, нормалан. Са својим супругом и колегом Драганом Николићем је од 1972. до 1974. водила популарни шоу програм Образ уз образ.
Милена је често играла самохране мајке, сељанке, жене из радничке класе, заводнице и јунакиње ратних епопеја, била је и пионир и ексцентрична бунтовница из филмова црног таласа и трагична хероина, а великим делом на успеху у каријери дугује и романтичним комедијама у којима је глумила уз Љубишу Самарџића.
Дравићева је добитница великог броја домаћих и иностраних награда и признања, од којих су најзначајнији Добричин прстен, Награда Жанка Стокић, Награда за најбољу споредну глумицу на Канском филмском фестивалу, специјална награда Златна ружа на Филмском фестивалу у Венецији, седам Пулских арена, три Статуете Ћуран и један Златни ћуран на Данима комедије, Статуета Јоаким Вујић, Награда Павле Вуисић, Нушићева награда и друге.

## Детињство
Милена је рођена 5. октобра 1940. у Београду, на Дорћолу, преко пута цркве Светог Александра Невског. Похађала је основну школу Јанко Веселиновић у Душановој улици, а потом уписала Прву мушку гимназију. Њен отац Миленко Дравић је играо фудбал, међутим морао је да престане када је сазнао да болује од инфективне жутице. Пар година касније, њен брат Раде постао је хокејаш. Мајка Ана била је талентована за певање, и премда је сањала да јој то буде професија, одлучила је да буде домаћица и посвети се само породици. Милена каже да јој је њен суд одувек био најбитнији.
Њена тетка, очева сестра, препознала је у Дравићевој таленат за рецитовање и сцену, те је замолила једну своју пријатељицу да процени да ли је у праву. Ова се сложила са тетком, и Милениним родитељима предложила да је упишу на балет, што су ови одмах и урадили. Милена има чак и мало манекенског искуства, будући да је на Коларчевом универзитету учествовала на модној ревији и носила ђубретарац. Убрзо након тога, стигла је прва филмска понуда.
Дравићева је често истицала да јој је Народно позориште у Београду било прозор у свет.

## Каријера

### 1958—1970.
Дравићева је на филм дошла случајно, када је 1958. први пут напустила Београд, и отишла код тетке у Сарајево. Запазио је словеначки редитељ Франтишек Чап и дао јој улогу у свом филму Врата остају отворена. Снимала је цело лето, а продуцент је била кућа Босна филм. Милена потом снима Дилижансу снова, Заједнички стан, Боље је умети, Узаврели град и Лето је криво за све. Уписује Факултет драмских уметности и почиње рад на филму Прекобројна, у режији Бранка Бауера. Ту је играла девојку са села која са момком креће на радну акцију. Иако је факултет уписала зато што је била изузетно мотивисана, Милена је тада мислила да је њен опстанак на филму неизвестан. Међутим, добивши за Прекобројну награду Златна арена на Филмском фестивалу у Пули, схватила је да је на путу да изгради велику каријеру.
Њени следећи пројекти били су ратни филм Козара, Лито виловито – комедија о туристичкој сезони у једном далматинском градићу, и политички неподобан Човек није тица, са Евом Рас, добитник Сребрне арене на фестивалу у Пули. Године 1967. игра Хасанагиницу у успешној екранизацији народне баладе. Исте године добија малу награду Златна ружа на Филмском фестивалу у Венецији за улогу у филму Јутро са Љубишом Самарџићем. Двоје младих глумаца су тада изабрани и за филмски пар године. За потребе филма Крос контри из 1969. године, редитеља Пурише Ђорђевића, морала је да тренира трчање са личним тренером. После годину дана напорног вежбања, камерман је на снимању молио да спорије трчи, јер није могао да је стигне иако се возио у шевролету. Крајем деценије глумила је у филму Заседа, још једном изданку „црног таласа“, али и у најскупљем филму у целој источној Европи (без Русије). Реч је о ратној драми Битка на Неретви, која је те година била у трци за Оскара за најбољи страни филм, и у којој су играле велике звезде попут Јула Бринера и Орсона Велса.
Дравићева је тада била избачена са факултета, јер је на предавањима због снимања није било више од месец дана. Годинама касније, њена професорка Огњенка Милићевић је молила да се врати и предложила да јој Прекобројна буде дипломски рад, но ова није хтела. Негде у то време почела је да игра у позоришту Атеље 212, за које данас каже да је везују јако лепе успомене.

### 1971—1990.
Године 1971. Милена игра у Бициклистима Пурише Ђорђевића, а за своје извођење добија другу Златну арену на Пулском фестивалу, и титулу Прве даме југословенског филма, која јој је додељена на петим Филмским сусретима у Нишу. Снима још и контроверзни филм W.R. Мистерије организма, чије је приказивање власт одмах била забранила. Потом глуми у комедији Како су се волеле две будале са Гидром Бојанићем. Тада упознаје Драгана Николића, са којим почиње љубавну везу. Исте године почињу да воде шоу програм Образ уз образ, који је за врло кратко време стекао енормну популарност. Текст су осмишљавали Љубивоје Ршумовић, Душан Радовић, Здравко Шотра и Синиша Павић, а гости програма биле су неке од најпопуларнијих јавних личности Југославије, попут Бисере Велетанлић, Здравка Чолића, Миодрага Петровића Чкаље, Секе Саблић и других. Дравићева и Николић су тада постали најпопуларнији телевизијски пар у земљи.
Већ 1973. Дравићева је била најпопуларнија глумица у Југославији. Од зараде од филма Сутјеска, који је снимила те године купила је кола. Четири године касније игра Лепу у филму Љубавни живот Будимира Трајковића, са Љубишом Самарџићем у насловној улози. Филм је постао велики комерцијални хит, те су дуо Дравић–Самарџић постали добитна комбинација и сан многих редитеља. Љубавни живот Будимира Трајковића био је само први у низу успешних романтичних комедија које су направили заједно. У ратној акцији Повратак отписаних из 1978. игра Лулу, а у биографском филму Снови, живот, смрт Филипа Филиповића из 1980. његову сестру Драгу Филиповић. Исте године снима још два битна филма: први је била комедија са Самарџићем Рад на одређено време, где глуми самохрану мајку чијем је сину (Никола Којо) потребан отац. Ово је био изузетно популаран филм, који се и данас често репризира. Други филм који је снимила 1980. је Посебан третман, кандидат за Златни глобус за најбољи страни филм. Дравићева је за њега награђена Повељом Нишких филмских сусрета за најбољу женску улогу и Наградом за најбољу споредну глумицу на Канском филмском фестивалу.
Милена осамдесетих наставља са низањем биоскопских хитова – игра у комедијама Лаф у срцу, Мој тата на одређено време, Развод на одређено време, тумачи споредне или мање улоге у филмовима Шећерна водица, Бој на Косову и Чавка. Изузетан успех остварује као Гордана Диклић, у данас често репризираном филму Није лако са мушкарцима. Дравићева је велику популарност и омиљеност у народу стекла и улогом у ТВ–серији за децу Приче из Непричаве, где је глумила учитељицу која долази да ради у једној сеоској школи, где се спријатељи са локалним сељаком, кога је играо Зоран Радмиловић. Серија је била веома гледана и вољена, јер је на духовит начин приказивала односе између господствене учитељице с једне, и необразоване али паметне деце и неотесаног, али шармантног сељака Миленка (Радмиловић) с друге стране.

### 1991—2010.
Крајем века игра споредне улоге у филмовима Небеска удица и Буре барута, а 2002. поново добија на популарности захваљујући блокбастеру Зона Замфирова, где је играла Ташану. Године 2007. у ТВ–серији Позориште у кући игра Вукосаву Петровић. Овај римејк истоимене серије из 1972. године, био је веома гледан на РТС-у, где је приказиван у више наврата. Дравићева је још играла и споредне улоге у хумористичној серији Луд, збуњен, нормалан и у хит–филму Свети Георгије убива аждаху, као и епизодну улогу у серији Село гори, а баба се чешља. Милена са захвалношћу истиче да је Стефан Арсенијевић, редитељ филма Љубав и други злочини из 2008, вратио на филм у време када је на РТС-у нису желели, и на неки начин јој обезбедио улоге у поменутим пројектима. Такође каже да је захвална и Горану Паскаљевићу, који јој је обезбедио улогу у његовом Бурету барута, у време када се борила против Милошевићевог режима, и када је трајала најгора деценија у њеној каријери.
Педесет година глумичине каријере у земљи није обележено. Милена се 2009. године, тачно педесет година од снимања свог првог филма, поново нашла у Сарајеву. Шетајући се са својом кумом и колегиницом Секом Сабљић, зауставила се испред порушене зграде Босна филма. Велики јубилеј је обележен тако што је Сека телефоном сликала Милену која је стала испред зграде у којој је све почело.

### 2011—2018.
Милена је крајем 2011. и почетком 2012. године успешно играла у представи Харолд и Мод. Године 2013. глумила је у краткометражном филму Срећа, а наредне године у филму Маријина епизода, у улози Леле. У периоду од 2013—2015. године имала је улогу госпође Ксеније у ТВ серији Синђелићи. У серији Комшије (ТВ серија) глумила је од 2015. године у 19 епизода, у улози Браниславе Здравковић.
Њен супруг Драган Николић преминуо је 11. марта 2016, у 72. години.
Крајем 2016. године објављена је монографија „Милена Дравић - више од уметности”. 227706380 Друга монографија, „Милена Дравић или кључ снова”  263630604, објављена је двојезично на српском и на енглеском, крајем 2018. године.
Легат Милене Дравић и Драгана Николића је отворен у Југословенској кинотеци 5. маја 2018. године, а Дравићева је том приликом кинотеку назвала својом другом кућом.
Била је специјални гост на 65. пулском фестивалу 15. јула 2018. године, где је доживела петнаестоминутне овације.
Живела је у Београду, на Врачару, у улици Ивана Ђаје. Од 2000. године борила се са раком дојке. Преминула је 14. октобра 2018, после дуге и тешке болести, у КБЦ "Бежанијска коса". Након комеморације одржане у позоришту у коме је највише играла, Звездара театру, Милена је сахрањена 19. октобра 2018. у Алеји заслужних грађана на Новом гробљу у Београду, поред супруга Драгана.

## Позориште
Дебитује 1971. године у Атељеу 212  са представом Улога моје породице у светској револуцији, где долази на позив тадашње управнице тог позоришта Мире Траиловић. Запажене улоге остварује и у представама Душана Ковачевића, у Звездара театру који је сматрала својом кућом. Представу Лари Томпсон - трагедија једне младости одиграла је 312 пута за 18 година, истичући да је веома волела улогу управнице Катарине. Са монодрамом Милена у свету мушкараца гостовала је по целом свету и остварила бројне успехе. Са посебном радошћу играла је у представи Бокешки Д-мол у Тивту, и често говорила како сматра да је то једна од најбољих представа у њеној каријери. Последњу улогу остварила је у представи Харолд и Мод Београдског драмског позоришта, за коју је вишеструко награђивана. 
| Представа                                  | Улога              | Редитељ           | Позориште                       |
| ------------------------------------------ | ------------------ | ----------------- | ------------------------------- |
| Улога моје породице у светској револуцији  | Ћерка              | Љубомир Драшкић   | Атеље 212                       |
| Лулу                                       | Лулу               | Љубомир Драшкић   | Атеље 212                       |
| Код лепог изгледа                          | Кристина           | Паоло Мађели      | Атеље 212                       |
| Кир Јања                                   | Јуца               | Дејан Мијач       | Југословенско драмско позориште |
| Чудо у Шаргану                             | Емилија            | Мира Траиловић    | Атеље 212                       |
| Црњански или лако је Андрићу               | Вида Црњански      | Јелица Зупанц     | Атеље 212                       |
| Декамерон                                  | Лекарева жена      | Роберто Ћули      | Атеље 212                       |
| Птиц и птица                               | Више улога         | Дејан Мијач       | Звездара театар                 |
| Урнебесна трагедија                        | Рајна              | Душан Ковачевић   | Звездара театар                 |
| Како потаманити гамад                      | Данка              | Бранко Плеша      | Звездара театар                 |
| Лари Томпсон - Трагедија једне младости    | Катарина           | Душан Ковачевић   | Звездара театар                 |
| Мој отац у борби против ниткова из свемира | Десанка            | Горчин Стојановић | Звездара театар                 |
| Коса                                       | Велика мама        | Кокан Младеновић  | Атеље 212                       |
| Оксиморон                                  | Више улога         | Дејан Мијач       | Југословенско драмско позориште |
| Милена у свету мушкараца                   | Више улога         | Милош Радовић     | Звездара театар                 |
| Ћелава певачица                            | Гђа Смит           | Јагош Марковић    | Крушевачко позориште            |
| Бокешки Д-мол                              | Марија             | Милан Караџић     | Центар за културу Тиват         |
| Јелена Савојска                            | Маргарета Савојска | Роберт Рапоња     | Центар за културу Тиват         |
| Харолд и Мод                               | Мод                | Милан Караџић     | Београдско драмско позориште    |

## Приватни живот
Након огромног успеха филма W.R. Мистерије организма, Милена је добила понуду да се слика за америчко издање Плејбоја, што је глатко и без размишљања одбила. Међутим, њене фотографије су ипак освануле у том часопису будући да су се уредници 1965. бавили глумицама иза гвоздене завесе и објављивали њихове слике. Између осталих, ту је била и Миленина слика у мушкој кошуљи.
Милена Дравић први пут се удала за редитеља Младомира Пуришу Ђорђевића 1960. године, од кога се развела након неколико година заједничког живота. Други брак јој је био са редитељем Војиславом Коканом Ракоњцем, са којим је била у браку све до његове преране смрти 1969. године.
На снимању филма Како су се волеле две будале упознала је Драгана Николића, и са њим почела љубавну везу. У једној од пауза између снимања 31. децембра 1971. отишли су у Општину Врачар и венчали се. Кума им је била Сека Саблић, а венчање је прошло без медија и остала им је забележена само једна фотографија.. Николић, који је три године млађи од ње, постао је популаран тек две године касније, са југословенском хит серијом Отписани.

## Награде и признања
- Златна медаља за заслуге, за изузетне заслуге у културним делатностима, 2015. године (поводом Дана државности Републике Србије)
- Добричин прстен за животно дело, највећа глумачка награда у Србији за 2016. годину[30][31]
- Велика Жанка која се додељује глумицама које су својим радом изузетно допринеле српској филмској, телевизијској и позоришној уметности, 2004. године
- Награда Павле Вуисић, признање за изузетан допринос уметности глуме на домаћем филму 1994. године
- Нушићева награда за животно дело глумцу комичару 2017. године[32]
- Статуета Јоаким Вујић 2013. године[33][34]
- Златни ћуран за животно дело на фестивалу Дани комедије у Јагодини 2012. године
- Статуета Ћуран за улогу у представи “Птиц и птица” на фестивалу Дани комедије у Јагодини 1987. године
- Статуета Ћуран за улогу у представи “Ћелава певачица” на фестивалу Дани комедије у Јагодини 1998. године
- Статуета Ћуран за улогу у представи "Харолд и Мод" на фестивалу Дани комедије у Јагодини 2011. године
- Златна арена за најбољу главну женску улогу на  Филмском фестивалу у Пули за улогу у филму Прекобројна 1962. године
- Златна арена за најбољу главну женску улогу на Филмском фестивалу у Пули за улогу у филму Бициклисти 1970. године
- Златна арена за најбољу главну женску улогу на Филмском фестивалу у Пули за улогу у филмовима Депс и Ужичка република 1974. године
- Златна арена за најбољу споредну женску улогу на Филмском фестивалу у Пули за улогу у филму Лито виловито 1964. године
- Златна арена за најбољу споредну женску улогу на Филмском фестивалу у Пули за улогу у филмовима До победе и даље и Рондо 1966. године
- Златна арена за најбољу споредну женску улогу на Филмском фестивалу у Пули за улогу у филмовима Немирни и Јутро 1967. године
- Златна арена за најбољу споредну женску улогу на Филмском фестивалу у Пули за улогу у филмовима Крос кантри и Хороскоп 1969. године
- Награда Царица Теодора, за најбољу женску улогу у филму Крос кантри, на Филмским сусретима у Нишу, 1969. године
- Велика повеља за женску улогу у филму Посебан третман, на Филмским сусретима у Нишу, 1980. године
- Златна ружа на Филмском фестивалу у Венецији за улогу у филму Јутро
- Златни Давид за најбољу европску глумицу 1978. године
- Награда за најбољу глумицу на фестивалу у Кану за улогу у филму Посебан третман 1980. године
- Гран при Татјана Лукјанова за улогу у представи "Харолд и Мод" 2010. године
- Награда за најбољу епизодну женску улогу, за улогу Томине тетке у филму Нормални људи, на 36. Филмским сусретима у Нишу, 2001. године
- Награда за најбољу епизодну женску улогу, за улогу Госпође Јефтић у филму Бумеранг, на 37. Филмским сусретима у Нишу, 2002. године

У Београду је 2021. именован сквер Милене и Гаге на углу Милешевске и Цара Николаја.

## Филмографија
|                  | 1950▼ | 1960▼ | 1970▼ | 1980▼ | 1990▼ | 2000▼ | 2010▼ | Укупно |
| ---------------- | ----- | ----- | ----- | ----- | ----- | ----- | ----- | ------ |
| Играни филм      | 1     | 32    | 20    | 24    | 6     | 10    | 0     | 93     |
| ТВ филм          | 0     | 5     | 11    | 6     | 6     | 2     | 0     | 30     |
| ТВ серија        | 0     | 0     | 7     | 7     | 1     | 4     | 4     | 23     |
| ТВ мини серија   | 0     | 0     | 1     | 1     | 0     | 1     | 0     | 3      |
| ТВ кратки филм   | 0     | 0     | 2     | 0     | 0     | 0     | 0     | 2      |
| Кратки филм      | 0     | 0     | 0     | 0     | 0     | 3     | 2     | 5      |
| Видео            | 0     | 0     | 0     | 0     | 1     | 0     | 0     | 1      |
| ТВ кратка серија | 0     | 0     | 1     | 0     | 0     | 0     | 0     | 1      |
| Укупно           | 1     | 37    | 42    | 38    | 14    | 20    | 6     | 158    |

| Год.       | Назив                                      | Улога                       |
| ---------- | ------------------------------------------ | --------------------------- |
| 1950-е▲    |                                            |                             |
| 1959.      | Врата остају отворена                      | Марија                      |
| 1960-е▲    |                                            |                             |
| 1960.      | Дилижанса снова                            | Евица                       |
| 1960.      | Боље је умети                              | Јола                        |
| 1960.      | Заједнички стан                            | Љубица                      |
| 1961.      | Лето је криво за све                       | Наталија                    |
| 1961.      | Узаврели град                              | Хара                        |
| 1962.      | Прекобројна                                | Ранка                       |
| 1962.      | Козара                                     | Миља                        |
| 1962.      | Пешчани град                               | Милена                      |
| 1963.      | Дугме за пети спрат                        |                             |
| 1963.      | Радопоље                                   | Мрвица                      |
| 1964.      | Народни Посланик                           | Даница                      |
| 1964.      |                                            | Сеја                        |
| 1964.      | Лито виловито                              | Маре                        |
| 1964.      | Службени положај                           | Зора                        |
| 1965.      | Девојка                                    | Девојка                     |
| 1965.      | Клаксон                                    | Јана                        |
| 1965.      | Човек није тица                            | Рајка                       |
| 1965.      | Човик од свита                             | Вишња                       |
| 1965.      |                                            | Аспасиа                     |
| 1966.      | До победата и по неа                       | Момата                      |
| 1966.      | Поглед у зјеницу сунца                     |                             |
| 1966.      | Рондо                                      | Неда                        |
| 1967.      | Хасанагиница                               | Хасанагиница                |
| 1967.      | Немирни                                    | Зорица                      |
| 1967.      | Прича које нема                            | Учитељица                   |
| 1967.      | Јутро                                      | Слободанка                  |
| 1967.      | Дим                                        |                             |
| 1968.      | Швабица                                    | Ана                         |
| 1968.      | Без трећег                                 | Гига                        |
| 1968.      | Сирота Марија                              | Марија                      |
| 1969.      |                                            | Јована                      |
| 1969.      | Заседа                                     | Милица                      |
| 1969.      | Тоуха звана Анада                          | Жужка                       |
| 1969.      | Безимена звезда                            |                             |
| 1969.      | Плава Јеврејка                             |                             |
| 1969.      | Седмина                                    | Филомена                    |
| 1969.      | Хороскоп                                   | Милка                       |
| 1969.      | Битка на Неретви                           | Нада                        |
| 1970-е▲    |                                            |                             |
| 1970.      | Бициклисти                                 | Сара                        |
| 1971.      | Од сваког кога сам волела                  |                             |
| 1971.      | Улога моје породице у свјетској револуцији | Девојка                     |
| 1971.      | Један човек - једна песма                  |                             |
| 1971.      | Цео живот за годину дана                   | Слађана                     |
| 1971.      | Мистерије организма                        | Милена                      |
| 1971.      | Македонски део пакла                       | Велика (као Милена Дравикј) |
| 1972.      | Прво убиство                               |                             |
| 1972.      | Смех са сцене: Атеље 212                   | Кћерка                      |
| 1972.      | Како су се волеле две будале (кратак филм) | Она                         |
| 1972.      | Женски разговори                           |                             |
| 1972.      | Кад дође лав                               | Михаела                     |
| 1973.      | Пјегава дјевојка                           | Кети                        |
| 1973.      | Самртно пролеће                            | Вероника Ђаковић            |
| 1973.      | Сутјеска                                   | Вера                        |
| 1974.      | Ноктурно                                   | Јелена Кларић               |
| 1974.      | Депс                                       | Депсова ђевојка             |
| 1972—1974. | Образ уз образ                             | Милена                      |
| 1974.      | Њурци                                      |                             |
| 1974.      | Представа „Хамлета“ у Мрдуши Доњој         | Анђа/Офелија                |
| 1974.      | Страх                                      | Каролина                    |
| 1975.      | Павле Павловић                             | Адела                       |
| 1975.      | Позориште у кући 3                         | Марина                      |
| 1975.      | Живот је леп                               | Мирјана Јана Ђорђевић       |
| 1976.      | Повратак отписаних                         | Јулијана Лула Митрицевић    |
| 1976.      | Београдска деца                            |                             |
| 1976.      | Извињавамо се, много се извињавамо         | Борка                       |
| 1977.      | Мала ноћна музика                          |                             |
| 1977.      | Анчика Думас                               | Анчика Думас                |
| 1977.      | Топовска завршница (ТВ)                    |                             |
| 1977.      | Љубавни живот Будимира Трајковића          | Лепа Трајковић              |
| 1977.      |                                            |                             |
| 1978.      | Тренер                                     | Петрова бивша зена          |
| 1978.      | Тамо и натраг                              | Рада Јовановић              |
| 1978.      | Чардак ни на небу ни на земљи              | Катица                      |
| 1978.      | Квар                                       |                             |
| 1978.      | Љубав у једанаестој                        |                             |
| 1978.      | Седам плус седам                           | Милена                      |
| 1978.      | Повратак отписаних (ТВ серија)             | Јулијана Лула Митричевић    |
| 1978.      | Образ уз образ: Новогодишњи специјал       | Милена                      |
| 1979.      | Вечера за Милицу                           | Милица                      |
| 1979.      | Повратак                                   | Роза                        |
| 1980-е▲    |                                            |                             |
| 1980.      |                                            |                             |
| 1980.      | Осам кила среће                            |                             |
| 1980.      | Снови, живот, смрт Филипа Филиповића       | Сестра Драга Филиповић      |
| 1980.      | Рад на одређено време                      | Светлана                    |
| 1980.      | Посебан третман                            | Каћа                        |
| 1981.      | Лаф у срцу                                 | Савина жена                 |
| 1981.      | Сијамци                                    | Вера Митровић               |
| 1981.      | Шеста брзина                               | Гвозденка                   |
| 1981.      | Почнимо живот из почетка                   | Банетова жена               |
| 1982.      | Мој тата на одређено време                 | Светлана                    |
| 1982.      | Недељни ручак                              | Софија Аранђеловић          |
| 1982.      | Приче из радионице                         | Гвозденка                   |
| 1982.      | Живот и прича                              |                             |
| 1983.      | Човек са четири ноге                       | Нада Јовановић              |
| 1983.      | Приче из Непричаве                         | Учитељица                   |
| 1983.      | Шећерна водица                             | Ана                         |
| 1984.      | Дивља патка                                | Гина                        |
| 1984.      | Позориште у кући 5                         | Меланија Делац              |
| 1984.      | Уна                                        | Мишелова жена               |
| 1985.      | Указање Госпе у селу Грабовица (ТВ)        | /                           |
| 1985.      | Хорватов избор                             | Маријана Маргетић           |
| 1985.      | Није лако са мушкарцима                    | Гордана Диклић              |
| 1985.      | Антиказанова                               |                             |
| 1985.      | На истарски начин                          |                             |
| 1986.      | Лијепе жене пролазе кроз град              | Рахела                      |
| 1986.      | Фрка (ТВ серија)                           |                             |
| 1986.      | Развод на одређено време                   | Светлана Милановић          |
| 1986.      | Путовање у Вучјак                          | Маријана Маргитић           |
| 1986.      | Освета                                     | Нада Пекар                  |
| 1987.      | Соба 405                                   | Сестра Вида                 |
| 1987.      | Догодило се на данашњи дан                 | Наставница                  |
| 1988.      | Тридесет коња                              | Јурка                       |
| 1988.      | Чавка                                      | Учитељица                   |
| 1988.      | Шпијун на штиклама                         | Ливадинка Кукурић           |
| 1988.      | Тамна страна Сунца                         | Емили Клејтон               |
| 1989.      | Бој на Косову                              | Велислава                   |
| 1989.      | Госпођа министарка                         | Живка Поповић               |
| 1989.      | Најбољи                                    | Жаркова мајка               |
| 1990-е▲    |                                            |                             |
| 1990.      | Гала корисница: Атеље 212 кроз векове      |                             |
| 1990.      | Метла без дршке 2                          | Комшиница Душица            |
| 1990.      | Чудна ноћ                                  |                             |
| 1991.      | Секула се опет жени                        | Сојка                       |
| 1991.      | Образ уз образ: Новогодишњи специјал       | Милена                      |
| 1991.      | Метла без дршке                            | Комшиница Душица            |
| 1992.      | Полицајац са Петловог брда (филм)          | Наталија                    |
| 1992.      | Секула невино оптужен                      | Сојка                       |
| 1993.      | Метла без дршке 3                          | Комшиница Душица            |
| 1993.      | Нико није савршен                          | Марица/Мари                 |
| 1993.      | Суза и њене сестре                         | Мајка Тамаре                |
| 1993—1994. | Полицајац са Петловог брда (ТВ серија)     | Вера                        |
| 1995.      | Двобој за троје                            | Ливија                      |
| 1995.      | Трећа срећа                                | Пророчица Антилопа          |
| 1997.      | Сваштара                                   |                             |
| 1997.      | Љубав, женидба и удадба                    | Персида                     |
| 1997.      | Три летња дана                             | Каја                        |
| 1998.      | Буре барута                                | Дама у аутобусу             |
| 2000-е▲    |                                            |                             |
| 2000.      | Небеска удица                              | Данка                       |
| 2001.      | Нормални људи                              | Томина рођака               |
| 2001.      | Бумеранг                                   | госпођа Јефтић              |
| 2001.      | Метла без дршке 5                          | комшиница Душица            |
| 2002.      | Мала јутарња прича                         |                             |
| 2002.      | Зона Замфирова                             | Ташана                      |
| 2003.      |                                            |                             |
| 2003.      | Ледина                                     | Зорица                      |
| 2003.      | М(ј)ешовити брак                           | Роза                        |
| 2003.      | Сјај у очима                               | Власница агенције           |
| 2005.      |                                            |                             |
| 2006.      | Од данас до сутра                          |                             |
| 2007.      | Аги и Ема                                  | Ема                         |
| 2007.      | Позориште у кући                           | Вукосава Петровић           |
| 2007—2015. | Луд, збуњен, нормалан                      | Споменка                    |
| 2008.      | Ближњи                                     | Станислава                  |
| 2008.      | Љубав и други злочини                      | Мајка                       |
| 2009.      | Свети Георгије убива аждаху                | тетка Славка                |
| 2009.      | Село гори, а баба се чешља (ТВ серија)     | Директорка банке            |
| 2010-е▲    |                                            |                             |
| 2010.      | Шесто чуло (ТВ серија)                     | Начелница полиције          |
| 2013.      | Срећа                                      |                             |
| 2013—2016. | Синђелићи                                  | Ксенија                     |
| 2014.      | Маријина епизода                           | Лела                        |
| 2015—2018. | Комшије (ТВ серија)                        | Бранислава                  |
| 2019.      | Црно–бијели свијет                         | глас са касете              |